# Декабристи
Декабристите са членове на революционно движение от действащи и бивши офицери, произхождащи от благороднически семейства, действало в Руската империя през 20-те години на XIX век.
Названието на движението идва от въстанието на декабристите, избухналото на 26 декември (на руски: декабрь) 1825 г. (14 декември по стар стил).
По-голяма част от декабристите при избухване на въстанието са на военна служба или са ветерани от войните срещу Наполеон Бонапарт. Част от декабристите са служили в окупирана Франция, което оказва влияние върху разбиранията им и формира европейски модел на мислене. Сред декабристите е имало и известен брой масони.
Първите организации, условно наречени преддекабристки, възникват през 1814 – 1816 г. сред офицерите от Рейнската армия. Една от тях се нарича Орден на руските рицари, оглавяват я аристократите М. Ф. Орлов и М. А. Дмитриев-Мамонов. Тази организация няма особено значение, но идеята, заложена в основата ѝ – да се обединят недоволните офицери – се реализира през 1816 г. в Петербург, където се създава Съюз за спасение.
Първите тайни организации се създават през 1816 г. (Съюз за спасение) и 1818 г. (Съюз за благоденствие). В началото на 20-те години се създават и нови три тайни организации – през 1821 г. Северно дружество и Южно дружество, както и Съюз на обединените славяни през 1823 г., който две години по-късно се обединява с Южното дружество.

## Предистория
Отечествената война от 1812 г. предизвиква в руското общество необикновен духовен подем и съзнание за собственото достойнство; руската армия разбира, че този път се сражава за Родината, за вярата и съвсем не заради „личната дружба“ на императора с пруския крал, както е през 1807 г. След победата над Наполеон е извършена военна окупация на френски територии; в продължение на няколко години руските войски се намират в непосредствен досег с поколения хора, израснали под влиянието на идеите на Френската революция. Във Франция те имат възможност да следят развитието на политическите страсти и борби, четат вестници и списания, в които горещо се обсъждат политически въпроси, лично наблюдават как хората живеят в обстановка, където действат нови обществени и държавни учреждения, израснали върху революционния принцип „Свобода, равенство, братство“. Сравнението на порядките в родната страна със западноевропейските се налага от само себе си и далеч не е в полза на първите. Напредничавата част от руското общество смята, че с освобождението на Европа от потисничеството и тиранията на Наполеон руският народ е извоювал и правото на свобода и за самия себе си; а междувременно действителността е друга: подозрителният контрол и произволът не са отслабнали, а по-скоро са се засилили и затова предизвикват още по-остро чувство на огорчение и недоволство.

## „Орден на руските рицари“ (1814 – 1817)
През 1814 г. в Москва М. Ф. Орлов и М. А. Дмитриев-Мамонов създават тайна организация, наречена „Орден на руските рицари“. Тя имала за цел превръщането на Русия в конституционна монархия. По мнението на Н. М. Дружинин, „Проектът на Дмитриев-Мамонов клони към масонско-мистическата революционна епоха от времето на Великата френска революция.“

## „Съюз за спасение“ (1816 – 1818)
През март 1816 г. гвардейските офицери Александър Муравьов и Никита Муравьов, капитан Иван Якушкин, Матвей Муравьов-Апостол и Сергей Муравьов-Апостол, княз Сергей Трубецки образуват тайното политическо общество „Съюз за спасение“ (от 1817 г. – „Общество на истинските и верни синове на отечеството“). В него влизат още княз И. А. Долгоруков, майор М. С. Лунин, полковник Ф. Н. Глинка, адютант на граф Витгенщейн (главнокомандващ на 2-ра армия), Павел Пестел и други.
Уставът на дружеството („ Статут“) е бил съставен през 1817 г. от Пестел. В него са били изразени целите на организацията, част от които са били: възпрепятстването на всяко зло и изкореняването на социалните пороци, осъждане на равнодушието и невежеството на народа, несправедливия съд, злоупотребите на чиновниците и безчестните постъпки на частни лица, неуважението на човешкото достойнство и погазването на правата на личността и др. Членовете на обществото се задължавали да се държат и да действат безукорно във всички отношения, така че да не заслужат и най-малкия укор. Скритата цел на обществото е била въвеждането на представително правителство в Русия.
Начело на Съюза за спасение стоял Върховен събор от „боляри“ (учредители). Останалите участници се делели на „мъже“ и „братя“, които е трябвало да се групират по „окръзи“ и „управи“, но това така и не станало поради малобройността на съюза, не надвищаващ тридесетина членове.
Предложението на И. Д. Якушкин да се извърши убийството на царя по време на пребиваването на императорския двор в Москва породило разногласия сред членовете на организацията през есента на 1817 г. Мнозинството отхвърля идеята. Взема се решение Съюзът да бъде разпуснат и на неговата основа да бъде създадена многочислена организация, която да може да повлияе на общественото мнение.

## „Съюз за благоденствие“ (1818 – 1821)
През януари 1818 г. се създава „Съюз за благоденствие“. Съществуването на тази формално тайна организация е било широко известно. В нея членували към двеста души (мъже над 18 години). За цел на Съюза за благоденствие се представяло нравственото (християнско) възпитание и просвещаване на народа, помощ на правителството в благи начинания и смекчаване на съдбата на крепостните селяни. Скритата цел, известна само на ръководството, била в установяването на конституционно управление и премахване на крепостничеството. Съюзът за благоденствие се стремял към разпространение на либералните и хуманистични идеи. За тази цел се използвали литературни и литературно-просветителните общества („Зелёная лампа“, „Вольное общество любителей российской словесности“, „Вольное общество учреждения училищ по методе взаимного обучения“ и други), периодични и други издания. По време на съвещание в Петербург през януари 1820 г., при обсъждане на бъдещата форма на управление, всички участници се изказали за установяването на република, като заедно с това била отхвърлена идеята за убийство на царя и идеята за временно правителство с диктаторски правомощия (предложена от П. И. Пестел).
Уставът на обществото, така наречената „Зелена книга“ (по точно нейната първа, легална част, предоставена от А. И. Чернишьов) е бил известен и на самия император Александър, който го е давал за четене на престолонаследника Константин Павлович. В началото императорът не вярвал в политическото значение на това общество, но променил възгледите си след известията за революциите през 1820 г. в Испания, Неапол, Португалия и бунта на Семьоновския полк.
По-късно, през май 1821 г., император Александър, изслушвайки доклада на командира на гвардейския корпус генерал-адютант Василчиков, му казва: „Любезни Василчиков! Вие, който ми служите от самото начало на моето царуване, вие знаете, че и аз споделях и поощрявах тези мечти и тези заблуждения – и след дълго мълчание добавил: Не ми прилича да съм строг. „Бележките на генерал-адютант А. Х. Бенкендорф, в които сведенията за тайните общества били изложени с точност и съдържали имената на главните деятели, също останали без последствия. Те били намерени след смъртта на император Александър в неговия кабинет в Царско Село. Няколко мерки за сигурност били предприети все пак: през 1822 г. е направено разпореждане за преустройството на военната полиция в гвардейския корпус, на 1 август 1822 г. последвала височайша заповед за закриването на масонските ложи и на всички тайни общества, под каквото и наименование да съществуват те. Заедно с това всички на служба, военна или гражданска, били заставени да декларират своята непринадлежност към тайни общества.
През януари 1821 г. в Москва бил свикан съвет на всички депутати от различните отдели на Съюза за благоденствие (от Петербург, от 2-ра армия, и няколко души, живеещи в Москва). На него поради изострените разногласия и предприетите от властта мерки, се взима решение за разпускане на обществото. В действителност се предполагало обществото да бъде закрито временно, за да могат да бъдат отстранени ненадежните и прекалено радикално настроени негови членове, а след това то да бъде пресъздадено в нов, по-тесен състав.
Въз основа на Съюза за благоденствие възникнали две големи революционни организации: Южното дружество в Киев и Северното дружество
в Санкт Петербург. По-революционно и решително настроеното Южно дружество било оглавено от П. И. Пестел, а Северното, чиито позиции се считали за по-умерени, от Никита Муравьов. Програмата на Южното дружество, изготвена от Павел Пестел и наречена Руска правда, предвижда премахване на крепостничеството, физическо ликвидиране на царското семейство и създаване на република. По-малко радикална е програмата на Северното дружество, която предвижда въвеждането на конституционна монархия с разделение на трите власти. Въпреки различията в разбиранията си, двете дружества поддържат тесен контакт и си взаимодействат.

## „Южно дружество“ (1821 – 1825)
През март 1821 г. по инициатива на П. И. Пестел
Тулчинското ръководство на „Съюза за благоденствие“ възстановил тайното
дружество под името „Южно дружество“ (или Южно общество). Структурата на дружеството повтаряла
структурата на „Съюза за спасение“. В дружеството се привличали единствено
офицери и в него се спазвала строга дисциплина. Предполагало се установяването
на република по пътя на цареубийството и военната революция, т.е. чрез военен
преврат. Политическата програма на Южното дружество, изготвена от Пестел и наречена
Руска правда, е приета в Киев през 1823 г.
Южното дружество определя за своя опорна сила армията,
считайки я за решаваща сила в революционния преврат. Членовете на дружеството
възнамерявали да вземат властта в столицата, принуждавайки императора да се
откаже от престола. Новата тактика на дружеството изисквала организационни
промени: приемали се само военни, свързани предимно с редовните части от армията;
затягала се дисциплината в дружеството, от всички членове се изисквало
безусловно подчинение пред ръководния център – Директория, което представлявало
известно подобие на абсолютизма.
Към 1823 г. в състава на
дружеството съществуват три ръководства – Тулчинското (под ръководството на П. И. Пестел и А. П. Юшневски), Василковското
(под ръководството на С. И. Муравьов-Апостол и М. П. Бестружев-Рюмин) и Каменското
(под ръководството на В.Л. Давидов и С. Г. Волконски).
Във 2-ра
армия, независимо от дейността на Василковското ръководство, се образува още
едно дружество – Славянски съюз, по-известно като Дружество на обединените
славяни. То възникнало през 1823 г. сред армейските офицери и наброявало 52
членове, застъпващи се за демократична федерация на всички славянски народи.
Оформено окончателно в началото на 1825 г., то още през лятото се
присъединява към Южното дружество като Славянско дружество (основно
благодарение на М. Бестужев-Рюмин).
До началото на решителните действия оставало да се влезе във
връзка с полските тайни дружества. Преговорите с представителя на полското
Патриотическо дружество (или Патриотичен съюз) княз Яблоновски се водела
лично от Пестел. Целта на преговорите се заключвала в това да се признае
независимостта на Полша и да ѝ бъдат отстъпени провинциите Литва, Подолия и
Волин, а също така и присъединяването на Малорусия към Полша.
Водени са били също така преговори за съвместни действия със
Северното декабристко дружество. Пречка в обединението на двете дружества били диктаторските амбиции и радикализмът на лидера
на южняците Пестел, от когото се
опасявали северняците.
По време на подготовката за решителни действия от страна на Южното дружество през 1826 г., плановете му били разкрити от правителството. Още преди заминаването на Александър I в Таганрог, през лятото на 1825 г., граф Алексей Аракчеев получил сведения за заговора, изпратени от унтерофицера от 3-ти Бугско-улански полк Шервуд (който впоследствие бил удостоен от императора с титлата Шервуд-Верни). Той бил извикан в Грузия и лично докладвал на императора за всички подробности от заговора. Изслушвайки го, Александър I казал на Аракчеев: „Изпратете го на място и му дайте всички необходими средства за разкриването на съзаклятниците.“ На 25 ноември 1825 г. А. И. Майбород, капитан на Ветския пехотен полк, който бил под командването на полковник Пестел, съобщил в писмо разобличителни сведения за тайните дружества.
Още през 1822 г. в Кишинев е арестуван членът на Съюза за благоденствие – офицерът Владимир Раевски.

## Северно дружество (1822 – 1825)
Северното дружество (или Северно общество) е образувано в Петербург през 1822 г. от две декабристки групи начело на които са Н. М. Муравьов и Н. И. Тургенев. Съставено е от няколко ръководства в Петербург (в гвардейските полкове) и едно в Москва. Ръководният орган била Върховната дума, съставена от трима (първоначално Н. М. Муравьов, Н. И. Тургенев и Е. П. Оболенски, по-късно – С. П. Трубецки, К. Ф. Рилеев и А. А. Бестужев-Марлински).
Северното дружество е било по-умерено от Южното в целите си, макар че влиятелното радикално крило на К. Ф. Рилеев, А. А. Бестужев, Е. П. Оболенски, И. И. Пущин споделяло позициите на Руската правда на Пестел. През 1824 г. Пестел лично пристига в Петербург, за да получи признание на своята програма като обща за двете дружества. Това предизвикало голямо оживление в радикалното крило на северняците и тайно от умерените лидери на Северното дружество бил образуван петербургски филиал на Южното. Започнала активна дискусия, в резултат на която и двете страни направили отстъпки: северните се съгласили за установяването на република след преврата, а южняците – за създаването на учредително събрание.

## Въстание
След смъртта на цар Александър I част от армията признава за наследник на престола Великия княз Константин, вместо възкачилия се Николай I. Северното братство се възползва от неустойчивата политическа ситуация и се вдига на въстание. За водач е провъзгласен Сергей Трубецкой.
Рано сутринта на 26 декември 1825 г. въстаниците излизат на Сенатския площад, където са събират над 3000 военнослужещи. Целият ден въстаниците престояват мирно на площада, демонстрирайки незачитане на новия цар Николай I. Вечерта въстаниците са разбити от верни на царя войски.
На 10 януари 1826 г. Южното дружество организира бунт в дислоцирания в Украйна Черниховски полк. Бунтът е овладян много бързо от вярната царска армия.
Следствието за разкриване на организаторите става под личното наблюдение на царя – Николай I. Осъдени са общо 289 души, като лидерите са осъдени на смърт. На 25 юли 1826 г. е изпълнено смъртното наказание (обесване) на Павел Пастел, Сергей Муравьов-Апостол, Пьотр Каховски, Михаил Бестужев-Рюмин, Кондратий Рилеев. Това са първите смъртни наказания в Русия от времето на Екатерина II. На другите водачи, между които Никита Муравьов и Александър Бестужев, смъртната присъда е заменена с доживотно изселване в Сибир. Никой от наказаните декабристи не се завръща у дома, докато Николай I е жив.

## Значение на въстанието
Декабристите поставят начало на революционните движения в Русия против абсолютната власт на монарха и крепостничеството.

По своите политически представи декабристите са най-радикалната част от либерално-реформаторското движение, чиито корени са в александровския реформизъм и конституционализъм. За руското общество обаче принципно значение имат не проектите на декабристите за реформи, а избрания от Пестел и съратниците му начин за постигне на политическите идеали – военната революция. Поражението на декабристите оказва дълбоко и дълготрайно въздействие върху руското общество. За дълго е компрометиран стремежът към насилствени политически преобразувания, идващи не от върховната власт и самодържавната инициатива, а от радикалното малцинство. За повече от половин век освободителното движение се разделя с републиканската идея.

Както по-късно пише А. П. Беляев,
| „ | „аз и сега в душата си съзнавам, че да можеше само със собствената си саможертва да осъществиш делото за обновление на отечеството, такава жертва би била възвишена и свята, но бедата е, че заедно със себе си революционерите принасят в жертва хора, вероятно в по-голямата си част доволни от съдбата си и изобщо нежелаещи и дори неразбиращи благодеянията, които искат да им наложат в разрез с техните убеждения, вярвания и желания… Напълно съм убеден, че само с каменно сърце и с духа на злото, със заслепен ум може да правиш революция и хладнокръвно да гледаш падащите невинни жертви.“ | “ |

- Павел Пестел (1793 – 1826)
- Кондратий Рилеев (1795 – 1826)
- Сергей Муравьов-Апостол (1796 – 1826)
- Пьотр Каховски (1797 – 1826)
- Михаил Бестужев-Рюмин (1801 – 1826)